# Roebourne
Roebourne (em inglês: /ˈroʊbərn/) é uma cidade na região de Pilbara, situada no estado australiano da Austrália Ocidental. Situa-se a 202 km de Port Hedland e a 1 563 km de Perth, a capital estadual. A localidade surgiu e prosperou em função da corrida do ouro ocorrida na Austrália Ocidental durante o final do século XIX e durante certo período, foi a maior cidade entre Darwin, e Perth. Pelos dados do censo australiano de 2006, Roebourne tinha uma população de 857 habitantes.

## História
O nome da cidade é uma homenagem a John Septimus Roe, o primeiro inspetor-geral da Austrália Ocidental. A região de Pilbara foi explorada inicialmente por Francis Thomas Gregory em 1861. Ele e o grupo que o acompanhava chegaram à ponta da baía Nickol, desembarcando próximo ao lugar no qual se assentaria Roebourne, e viajando por volta de 60 km para o interior até a atual fazenda Millstream. Gregory considerava a área como muito adequada para o pastoreio. Os pioneiros, incluindo a prima de Gregory, Emma Withnell e sua família, chegaram à região em 1863. Os Withnells estabeleceram-se às margens do rio Harding a 13 km da costa, onde tinham acesso a um razoável suprimento de água doce, tomando para si uma área de 30 000 acres (12 140 ha), aos pés do monte Welcome. Em comum com vários colonos da região, eles contrataram aborígenes para trabalhar nas propriedades como pastores, trabalhadores e tosqueadores.
Em 1865, a população crescera para 200 habitantes e a propriedade dos Withnells serviu como núcleo central, com John Withnell abrindo uma mercearia e oferecendo serviços de carreto a outros pioneiros. Antes da construção de uma igreja na área, os serviços realizados na casa da família. O representante do governo, Robert John Sholl (1819–86), chegou a Roebourne em novembro de 1865, oriundo do assentamento malsucedido de Camden Harbour (próximo à baía de Kuri) para oferecer assistência ao desenvolvimento da região e assentar-se próximo à casa dos Withnells enquanto encontrava um lugar adequado para etabelecer a cidade. Mais tarde, ele decidiu situar a cidade onde estava e, em 17 de agosto de 1866, após o agrimensor Charles Wedge ter realizado um esboço com 106 lotes, Roebourne tornou-se a primeira cidade oficializada no noroeste da Austrália Ocidental. Tornou-se também o centro administrativo da região e vários edifícios governamentais, lojas, serviços e hotéis se estabeleceram ali. O próprio Sholl exerceu a função de juiz de paz, cartorário e magistrado, preocupou-se com o problema dos indígenas locais, fazendo requerimentos ao governo da então colônia para garantir-lhes os direitos básicos.
Em 1872, a cidade foi destruída por um ciclone. Várias das construções remanescentes erguidas logo após esse evento agora pertencem ao patrimônio histórico. Um grande número de edifícios catalogados foram criação do arquiteto de do departamento serviços públicos George Temple-Poole.

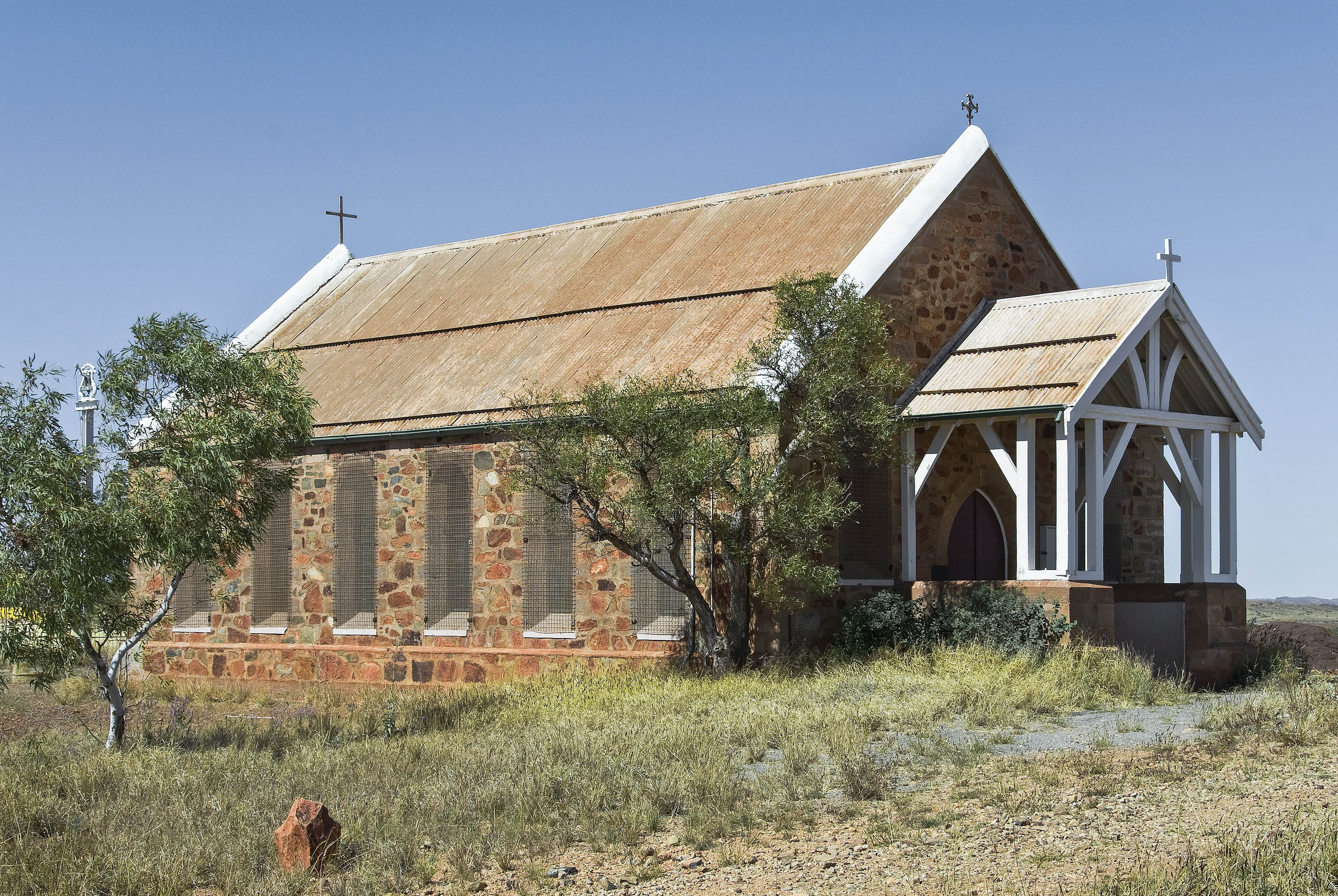
Igreja da Santíssima Trindade
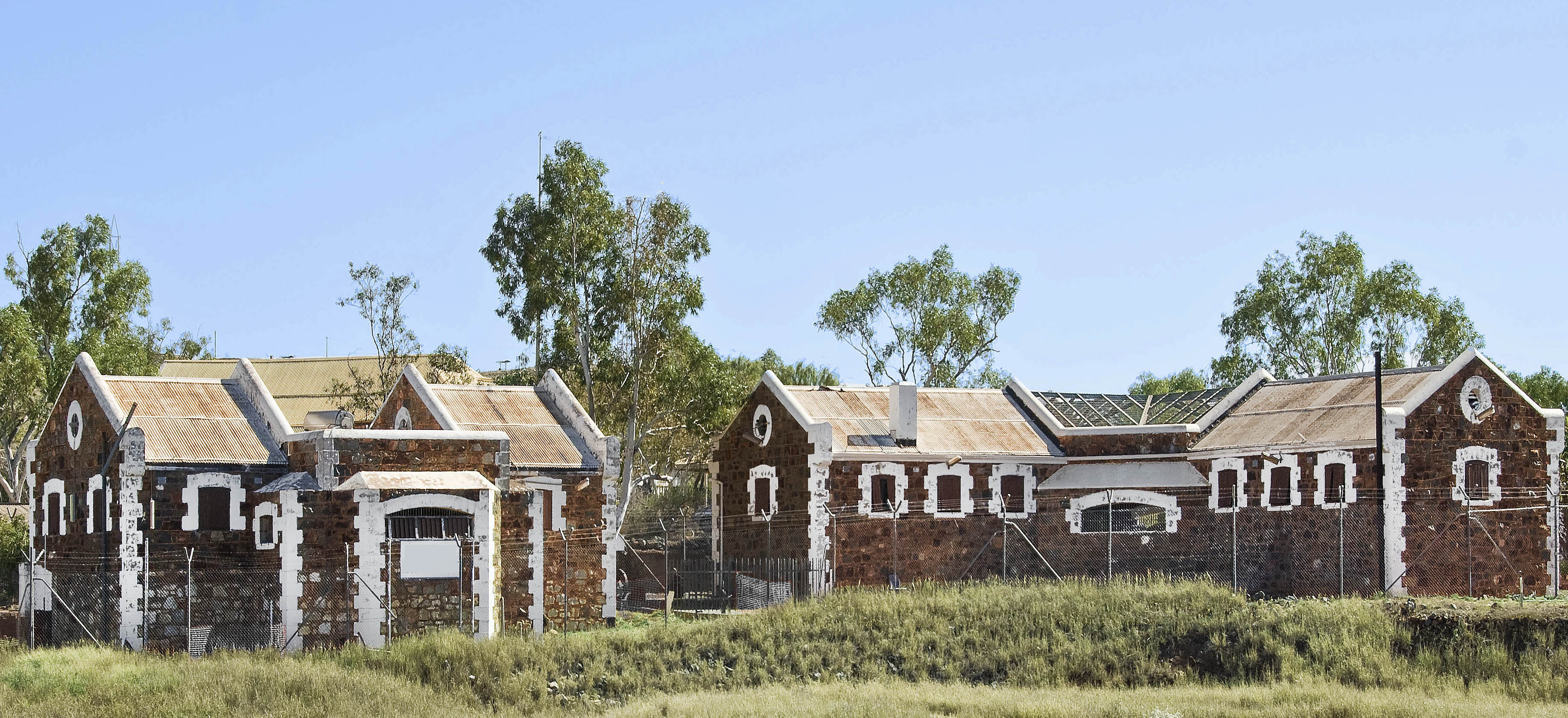
Antiga cadeia de Roebourne por G Temple-Poole
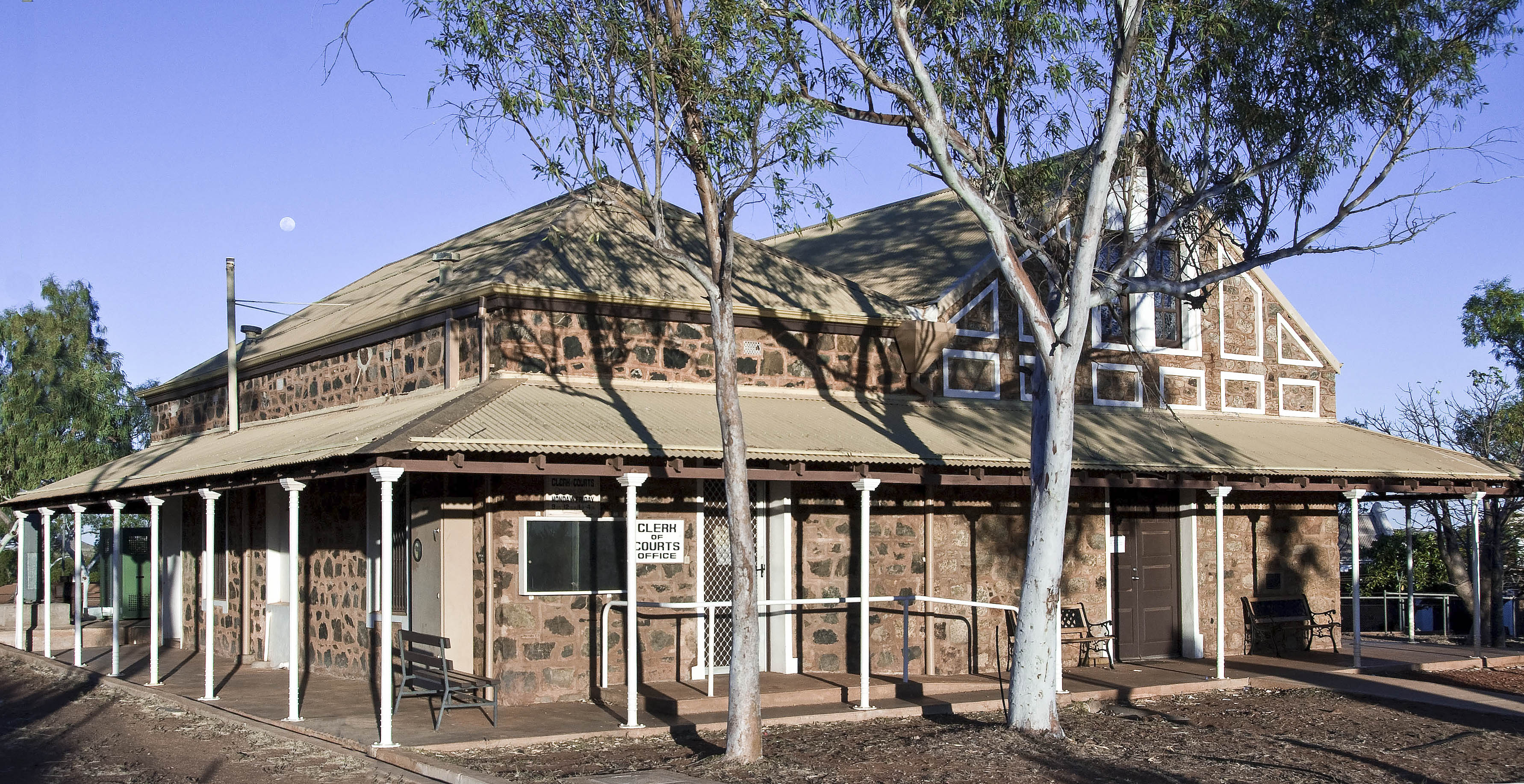
Fórum Roebourne por G Temple Poole (1886)
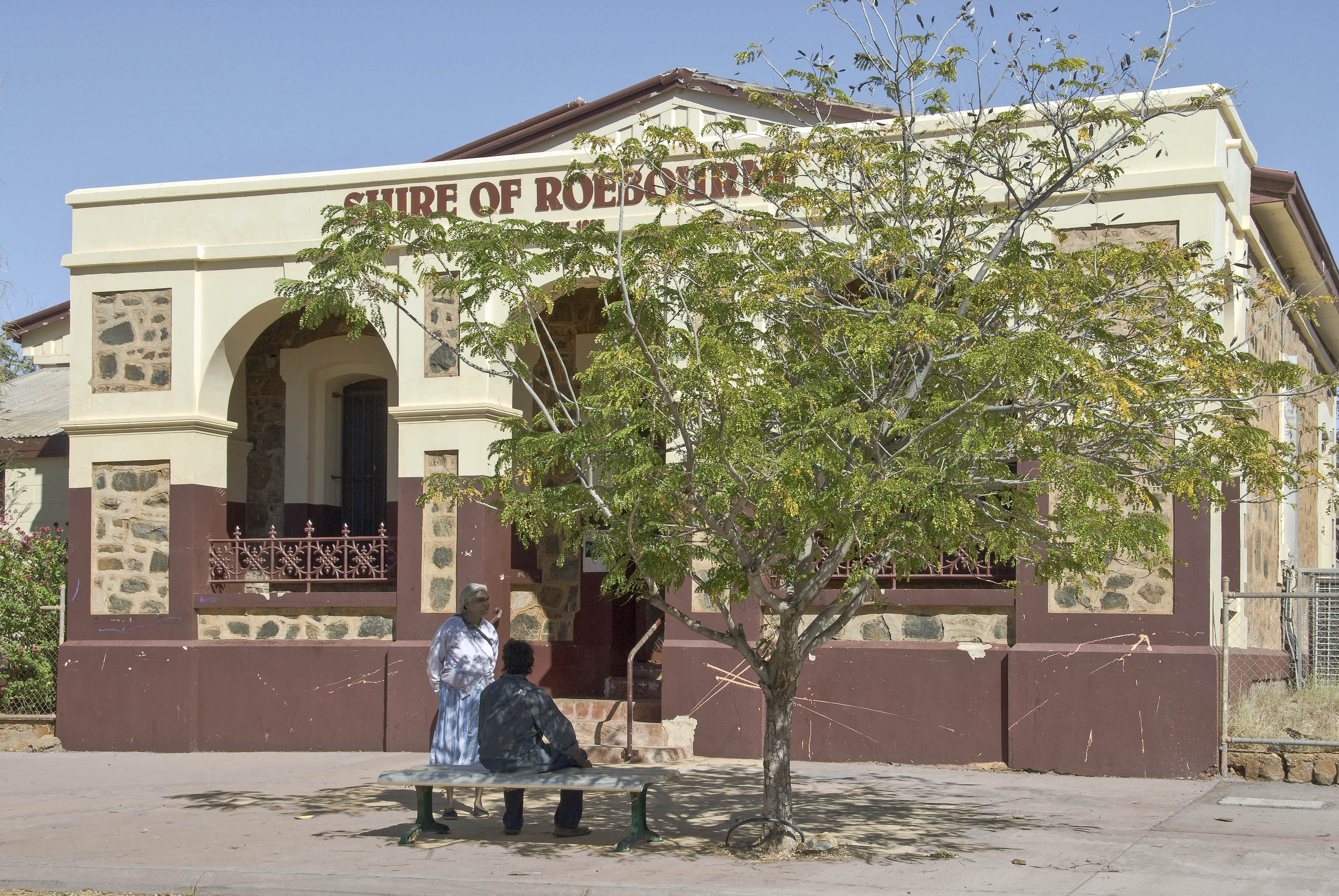
Antiga sede do shire de Roebourne (1888)
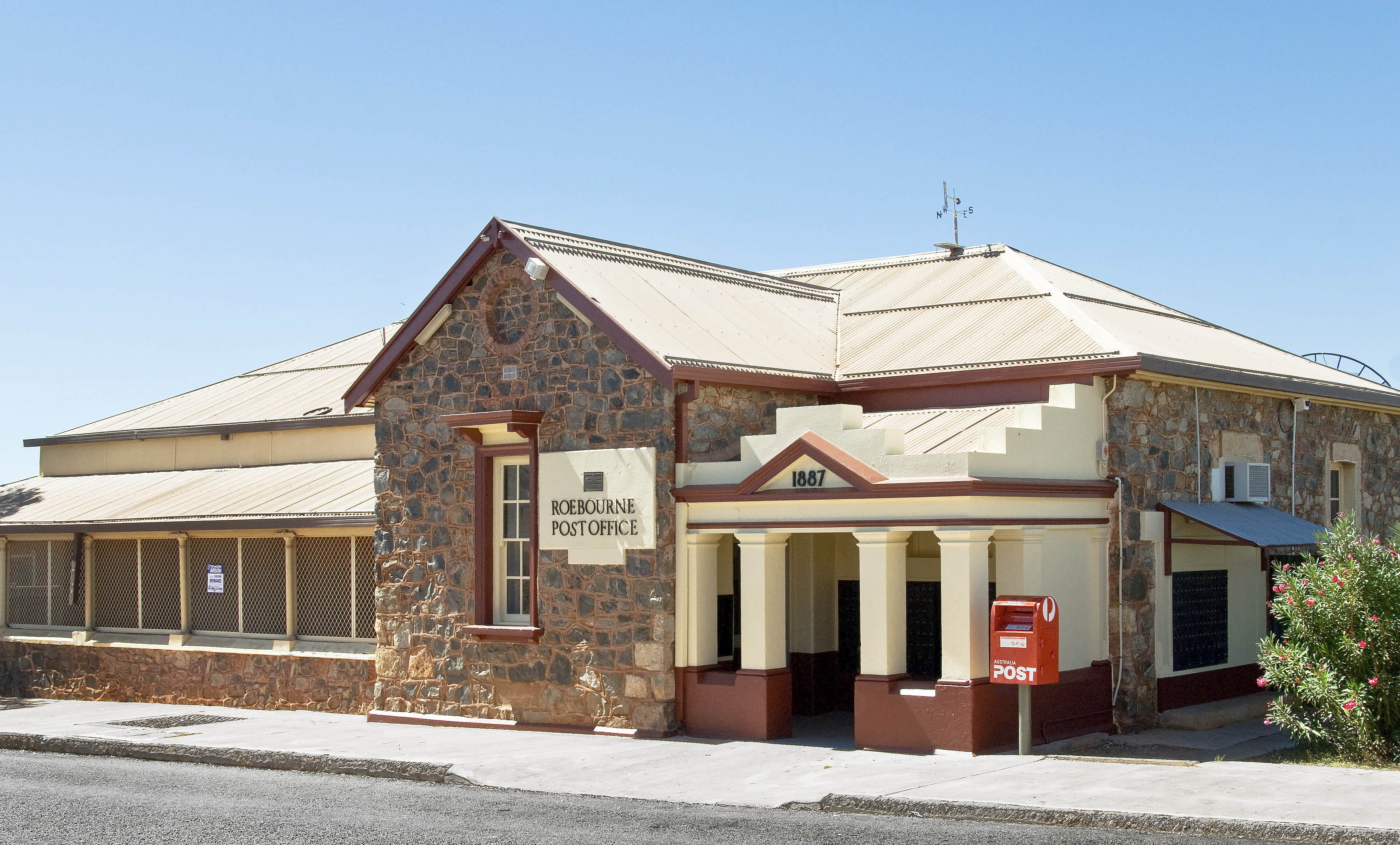
Agência de correios de G Temple-Poole (1887)

O lugar da casa dos Withnell, que foi construída em 1937 por outro proprietário, localiza-se na rua Hampton, aos pés do monte Welcome. O ouro de Nullagine, descoberto em 1878, junto às descobertas de cobre e estanho contribuíram para a prosperidade de Roebourne nas décadas de 1880 e de 1890. Com o declínio de ambas, Roebourne perdeu a maior parte da sua população de origem europeia e tornou-se sombra daquilo que fora em seu auge. Os prédios mais antigos registrados como patrimônio histórico são os resquícios desse período.
A região foi atingida por outro ciclone em 1925, que destruiu o cais de Port Samson e levantou a ponte desde a base dentro do rio. Várias casas e construções foram destruídas com os habitantes da cidade procurando refúgio nos edifícios públicos, feitos de alvenaria, durante a tempestade.
Até a década de 1960, Roebourne foi uma localidade não indígena operando como centro administrativo local, com controles rígidos e toques de recolher impostos aos aborígenes, dentro e fora da cidade. Muitos deles foram confinados a campos e reservas a quilômetros de distância. Entretanto, as companhias mineradoras começaram a vasculhar a região à procura de minério de ferro e o surgimento de cidades construídas por essas empresas para os trabalhadores, tais como Dampier e Wickham, assim como o declínio do pastoralismo e a mudança de postura do governo australiano em relação ao bem-estar dos aborígenes no final dessa década, Roebourne tornou-se uma cidade majoritariamente aborígene quando os grupos indígenas deixaram os superpovoados campos e reservas.
Posteriormente, a cidade ficou conhecida pelos conflitos entre os aborígenes e a polícia, documentados num relatório federal que se referia às mortes de aborígenes ocorridas sob custódia, quando se tornaram um problema de alta gravidade da década de 1980 em dia. O relatório mostrava que Roebourne (com uma população de 1 200 aborígenes) tinha em média cinco vezes mais problemas com a polícia que em outras cidades da Austrália Ocidental.

## Clima
A temperatura mais alta medida na cidade de Roebourne era 49,4 °C em 21 de dezembro de 2011, superando o recorde anterior de 48,8 °C medido em 1986. Roebourne e a cidade de Carnarvon compartilham o recorde de temperatura máxima absoluta em março, com 47,8 °C, ocorrido em 4 de março de 1998 e em Carnarvon em 6 de março de 2007. Em 13 de janeiro de 2022, nova temperatura máxima recorde de 50,5 °C foi registrada em Roebourne.
| Dados climatológicos para Roebourne, Austrália Ocidental | Dados climatológicos para Roebourne, Austrália Ocidental | Dados climatológicos para Roebourne, Austrália Ocidental | Dados climatológicos para Roebourne, Austrália Ocidental | Dados climatológicos para Roebourne, Austrália Ocidental | Dados climatológicos para Roebourne, Austrália Ocidental | Dados climatológicos para Roebourne, Austrália Ocidental | Dados climatológicos para Roebourne, Austrália Ocidental | Dados climatológicos para Roebourne, Austrália Ocidental | Dados climatológicos para Roebourne, Austrália Ocidental | Dados climatológicos para Roebourne, Austrália Ocidental | Dados climatológicos para Roebourne, Austrália Ocidental | Dados climatológicos para Roebourne, Austrália Ocidental | Dados climatológicos para Roebourne, Austrália Ocidental |
| Mês                                                      | Jan                                                      | Fev                                                      | Mar                                                      | Abr                                                      | Mai                                                      | Jun                                                      | Jul                                                      | Ago                                                      | Set                                                      | Out                                                      | Nov                                                      | Dez                                                      | Ano                                                      |
| -------------------------------------------------------- | -------------------------------------------------------- | -------------------------------------------------------- | -------------------------------------------------------- | -------------------------------------------------------- | -------------------------------------------------------- | -------------------------------------------------------- | -------------------------------------------------------- | -------------------------------------------------------- | -------------------------------------------------------- | -------------------------------------------------------- | -------------------------------------------------------- | -------------------------------------------------------- | -------------------------------------------------------- |
| Temperatura máxima recorde (°C)                          | 50,5                                                     | 49,1                                                     | 47,8                                                     | 43,4                                                     | 39,6                                                     | 35,7                                                     | 34,8                                                     | 37,9                                                     | 42,1                                                     | 45,9                                                     | 47,4                                                     | 49,5                                                     | 50,5                                                     |
| Temperatura máxima média (°C)                            | 38,7                                                     | 38,0                                                     | 37,6                                                     | 35,3                                                     | 30,4                                                     | 27,0                                                     | 26,8                                                     | 29,0                                                     | 32,6                                                     | 35,6                                                     | 38,0                                                     | 39,0                                                     | 34,0                                                     |
| Temperatura mínima média (°C)                            | 18,6                                                     | 18,3                                                     | 16,8                                                     | 13,1                                                     | 9,4                                                      | 7,6                                                      | 4,4                                                      | 6,4                                                      | 7,8                                                      | 11,1                                                     | 14,1                                                     | 16,9                                                     | 4,4                                                      |
| Temperatura mínima recorde (°C)                          | 0,6                                                      | 2,6                                                      | 0,8                                                      | −1,2                                                     | −0,4                                                     | −3,0                                                     | −2,7                                                     | −1,8                                                     | −2,4                                                     | −1,1                                                     | 0,9                                                      | 1,1                                                      | −3,0                                                     |
| Precipitação (mm)                                        | 59,9                                                     | 68,1                                                     | 64,4                                                     | 28,7                                                     | 27,8                                                     | 28,8                                                     | 13,8                                                     | 5,0                                                      | 1,4                                                      | 0,7                                                      | 1,5                                                      | 11,0                                                     | 311,3                                                    |
| Dias com precipitação                                    | 3,5                                                      | 4,9                                                      | 3,5                                                      | 1,5                                                      | 2,5                                                      | 2,6                                                      | 1,6                                                      | 0,9                                                      | 0,3                                                      | 0,3                                                      | 0,3                                                      | 1,2                                                      | 23,1                                                     |
| Fonte: 17 de janeiro de 2012                             |                                                          |                                                          |                                                          |                                                          |                                                          |                                                          |                                                          |                                                          |                                                          |                                                          |                                                          |                                                          |                                                          |